# 2006 في فيتنام
فيما يلي قوائم الأحداث التي وقعت خلال عام 2006 في فيتنام.

## سياسة

### تعيين في المنصب
- 27 يونيو – نغوين تان دونغ رئيس وزراء فيتنام.

### انتهاء فترة المنصب
- 27 يونيو – تران دوك لوون رئيس فيتنام.
- 27 يونيو – فان فان خاي رئيس وزراء فيتنام.

## رياضة
- 1 يناير – الدوري الفيتنامي 2006 الفائز Long An FC [الإنجليزية]‏.
- 1 يناير – كأس الأمم الآسيوية لكرة القدم للسيدات 2006 الفائز منتخب الصين لكرة القدم للسيدات.

## وفيات

### يناير
- 1 يناير – نغوين فان منه (مواليد 1929)